# Gema (carpintería)

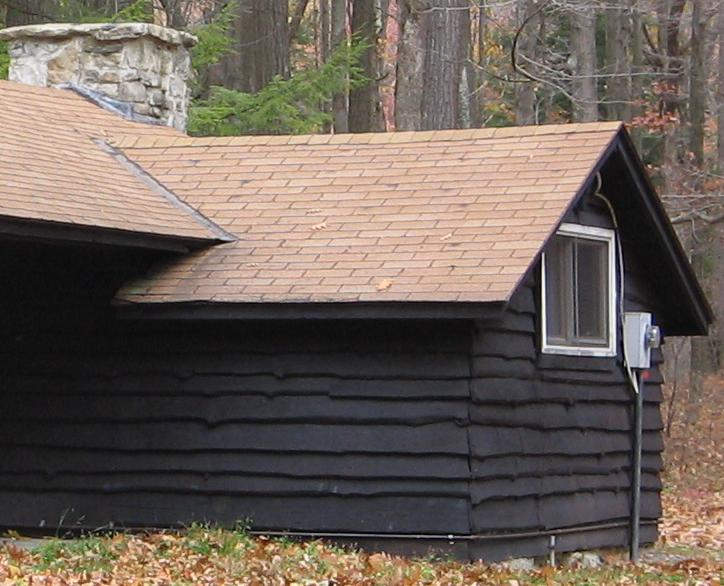
Madera con gemas en las paredes una cabaña en Estados Unidos.

Una gema en madera es un defecto que aparece en las piezas aserradas y canteadas cuando, en uno de sus cantos, es visible parte de la curvatura original del tronco debido a la ausencia de madera. También puede presentar parte de la corteza. Suelen aparecer cuando los tablones o vigas no pueden ser cortados en forma adecuada por la curvatura del árbol, o porque no se puede seguir la fibra de la madera.
A pesar de la ausencia de integridad, hay estudios que prueban que la presencia de la gema no afecta la capacidad de resistencia u otras propiedades mecánicas de las vigas que las presentan. Esto podría deberse a que la falta de madera se compensa con una mayor continuidad de las fibras en la superficie de la pieza y con un efecto de forma de la sección.